# Emre Çolak
Emre Çolak (Estambul, 20 de mayo de 1991) es un futbolista turco que juega de centrocampista y actualmente es agente libre.

## Biografía

### Galatasaray
Empezó su carrera como amateur en el Atışalanıspor, antes de ser invitado para jugar con el Beşiktaş por varios meses, aunque finalmente decidió regresar a su anterior club. Después de continuar en el Atışalanıspor, finalmente fue fichado por el Galatasaray SK, donde empezó a jugar en la cantera con 13 años.
Emre empezó a escalar en los niveles del club, hasta que finalmente en la temporada 2009/10 subió al primer club. Marcó dos goles el día de su debut, en copa contra el Denizli Belediyespor el 17 de enero de 2010. Su debut en liga se produjo contra el Gaziantepspor tras sustituir en la segunda parte a Arda Turan. Su primer gol lo marcó en la última jornada de liga en un partido contra el Gençlerbirliği que finalizó con un resultado en contra del Galatasaray por 2-1.
Emre empezó a ser habitual en la alineación en la temporada 2011/2012 marcando su primer gol de la temporada contra el İstanbul Başakşehir.
El 16 de febrero de 2012 amplió su contrato hasta 2016. El 19 de septiembre de 2012, hizo su debut en la Liga de Campeones de la UEFA en la fase de grupos contra el Manchester United.

### Deportivo de La Coruña y Al-Wehda
El 27 de mayo de 2016 se hizo oficial su fichaje por el Deportivo de La Coruña para las tres próximas temporadas. En su primera etapa en el club disputó 59 partidos de Liga, en los que anotó cuatro goles y dio nueve asistencias, además de cuatro partidos de Copa del Rey, en los que marcó un gol.
El 1 de junio de 2018 fue traspasado al Al-Wehda árabe.

### Regresos a La Coruña y Turquía
Después de año y medio en la Liga Profesional Saudí, el 31 de diciembre de 2019 se anunció su vuelta al Deportivo para la segunda vuelta de la temporada en Segunda División.
Abandonó el club al término de la misma y, tras unos meses sin equipo, en diciembre firmó con el Fatih Karagümrük S. K. En mayo de 2021 se comprometió con el Hatayspor por dos años, aunque a finales de diciembre se marchó al Estambul Başakşehir F. K. Antes de empezar la siguiente temporada rescindió su contrato y se unió al Göztepe S. K., equipo en el que jugó nueve partidos durante los tres meses en los que estuvo.

### CF Intercity
El 27 de enero de 2023 volvió a España para competir en la Primera Federación con el C. F. Intercity hasta el final de la temporada.

## Selección nacional
Debutó con la selección de fútbol de Turquía el 12 de octubre de 2012 en un partido de clasificación para la Copa Mundial de Fútbol de 2014 contra Rumania, encuentro que finalizó con un resultado de 0-1 a favor del combinado rumano tras el gol de Gheorghe Grozav en el tiempo de descuento de la primera parte. Su segundo partido ya fue en calidad de amistoso el 17 de noviembre de 2015, contra Grecia y que acabó con un marcador de empate a cero.

## Estadísticas

### Clubes
Actualizado al último partido jugado el 9 de abril de 2023.
| Galatasaray S. K. Turquía                                                                                                  | 1.ª           | 2009-10       | 8   | 1  | 3  | 3  | —  | — | 11  | 4  |
| Galatasaray S. K. Turquía                                                                                                  | 1.ª           | 2010-11       | 13  | 0  | 3  | 0  | 1  | 0 | 17  | 0  |
| Galatasaray S. K. Turquía                                                                                                  | 1.ª           | 2011-12       | 29  | 3  | 1  | 0  | —  | — | 30  | 3  |
| Galatasaray S. K. Turquía                                                                                                  | 1.ª           | 2012-13       | 24  | 1  | 3  | 1  | 6  | 0 | 33  | 2  |
| Galatasaray S. K. Turquía                                                                                                  | 1.ª           | 2013-14       | 15  | 0  | 8  | 1  | 0  | 0 | 23  | 1  |
| Galatasaray S. K. Turquía                                                                                                  | 1.ª           | 2014-15       | 25  | 4  | 9  | 2  | 2  | 0 | 36  | 6  |
| Galatasaray S. K. Turquía                                                                                                  | 1.ª           | 2015-16       | 18  | 1  | 10 | 2  | 2  | 0 | 30  | 3  |
| Galatasaray S. K. Turquía                                                                                                  | Total club    | Total club    | 132 | 10 | 37 | 9  | 11 | 0 | 180 | 19 |
| R. C. Deportivo de La Coruña · España                                                                                      | 1.ª           | 2016-17       | 33  | 3  | 3  | 0  | —  | — | 36  | 3  |
| R. C. Deportivo de La Coruña · España                                                                                      | 1.ª           | 2017-18       | 26  | 1  | 1  | 1  | —  | — | 27  | 2  |
| Al-Wehda Arabia Saudita | 1.ª           | 2018-19       | 14  | 1  | 0  | 0  | ―  | ― | 14  | 1  |
| Al-Wehda Arabia Saudita | 1.ª           | 2019-20       | 1   | 0  | 0  | 0  | ―  | ― | 1   | 0  |
| Al-Wehda Arabia Saudita | Total club    | Total club    | 15  | 1  | 0  | 0  | 0  | 0 | 15  | 1  |
| R. C. Deportivo de La Coruña · España                                                                                      | 2.ª           | 2019-20       | 16  | 2  | ―  | ―  | ―  | ― | 16  | 2  |
| R. C. Deportivo de La Coruña · España                                                                                      | Total club    | Total club    | 75  | 6  | 4  | 1  | 0  | 0 | 79  | 7  |
| Fatih Karagümrük S. K. Turquía                                                                                             | 1.ª           | 2020-21       | 9   | 0  | ―  | ―  | ―  | ― | 9   | 0  |
| Fatih Karagümrük S. K. Turquía                                                                                             | Total club    | Total club    | 9   | 0  | 0  | 0  | 0  | 0 | 9   | 0  |
| Hatayspor Turquía | 1.ª           | 2021-22       | 8   | 0  | 1  | 0  | ―  | ― | 9   | 0  |
| Hatayspor Turquía | Total club    | Total club    | 8   | 0  | 1  | 0  | 0  | 0 | 9   | 0  |
| Estambul Başakşehir F. K. Turquía                                                                                          | 1.ª           | 2021-22       | 7   | 0  | ―  | ―  | ―  | ― | 7   | 0  |
| Estambul Başakşehir F. K. Turquía                                                                                          | Total club    | Total club    | 7   | 0  | 0  | 0  | 0  | 0 | 7   | 0  |
| Göztepe S. K. Turquía | 2.ª           | 2022-23       | 8   | 0  | 1  | 0  | ―  | ― | 9   | 0  |
| Göztepe S. K. Turquía | Total club    | Total club    | 8   | 0  | 1  | 0  | 0  | 0 | 9   | 0  |
| C. F. Intercity · España                                                                                                   | 1.ª F         | 2022-23       | 9   | 0  | ―  | ―  | ―  | ― | 9   | 0  |
| C. F. Intercity · España                                                                                                   | Total club    | Total club    | 9   | 0  | 0  | 0  | 0  | 0 | 9   | 0  |
| Total carrera | Total carrera | Total carrera | 263 | 17 | 43 | 10 | 11 | 0 | 317 | 27 |
| (1) Incluye datos de la Supercopa de Turquía (2012, 2013, 2015). (2) Incluye datos de la Liga Europa de la UEFA (2010-11). |               |               |     |    |    |    |    |   |     |    |

## Palmarés

### Títulos nacionales
| Título               | Club              | País    | Año  |
| -------------------- | ----------------- | ------- | ---- |
| Superliga de Turquía | Galatasaray S. K. | Turquía | 2012 |
| Supercopa de Turquía | Galatasaray S. K. | Turquía | 2012 |
| Superliga de Turquía | Galatasaray S. K. | Turquía | 2013 |
| Supercopa de Turquía | Galatasaray S. K. | Turquía | 2013 |
| Copa de Turquía      | Galatasaray S. K. | Turquía | 2014 |
| Superliga de Turquía | Galatasaray S. K. | Turquía | 2015 |
| Copa de Turquía      | Galatasaray S. K. | Turquía | 2015 |
| Supercopa de Turquía | Galatasaray S. K. | Turquía | 2015 |
| Copa de Turquía      | Galatasaray S. K. | Turquía | 2016 |